# Buteco do Gusttavo Lima Vol. 2
Buteco do Gusttavo Lima Vol. 2 é o terceiro álbum de estúdio do cantor e compositor  brasileiro Gusttavo Lima lançado no dia 1 de dezembro de 2017 pela Som Livre. A produção musical ficou por conta do próprio Gusttavo em parceria com Newton Fonseca. A direção de vídeo a cargo de Fernando Trevisan (Catatau).

## Estilo e gravação
O álbum dá continuidade ao projeto Buteco do Gusttavo Lima (2015), e diferente da primeira edição, o álbum foi gravado sem público no novo estúdio do escritório Balada Eventos em Goiânia no dia 3 de outubro de 2017. Outra diferença são os arranjos que ficaram mais modernizados, e o repertório é composto por regravações de sucessos sertanejos não tão antigos e algumas músicas pouco conhecidas pelo grande público, além de quatro faixas inéditas que são: "Apelido Carinhoso", "Ninguém Estraga", "Aqui Estamos Nós" e "Mundo de Ilusões". Todo o repertório foi escolhido a dedo pelo próprio cantor, totalizando 17 faixas gravadas, entre elas estão: "Mil Vezes Cantarei" de Rick & Renner, "Te Amar Foi Ilusão" de Bruno & Marrone, "Vai Por Mim" de Emílio e Eduardo, entre outras.
| “ | "São músicas que eu realmente gosto de ouvir, por isso, para mim, elas não estavam esquecidas. Eu quis trabalhar essas faixas e trazer para os dias de hoje esses clássicos." | ” |

, conta Gusttavo Lima.
Seguindo a mesma linha do romantismo da edição anterior, Buteco do Gusttavo Lima 2 nos envolve novamente com o cenário intimista e boêmio, amigos e muita música. Houve também a participação da dupla Rick & Rangel, que entraram recentemente no casting do Balada Eventos, regravando a música “Será Que Cê Deixa”.

## Divulgação
Assim como fez com seu álbum anterior, Gusttavo Lima deve realizar shows especiais para promover o trabalho. Em 28 de abril de 2018, inicia-se a turnê de seu projeto por todo Brasil, sendo o Espaço das Américas, São Paulo (SP) o local de lançamento da turnê. "É, sim, um projeto intimista, focado no sertanejo que eu gosto de ouvir. Inclusive, teremos a turnê do "Buteco", totalmente diferente, para as pessoas assistirem sentadas, curtindo e tomando uma."

## Lista de faixas
| CD  |                                                      |                                                                       |         |  |
| N.º | Título                                               | Compositor(es)                                                        | Duração |  |
| 1.  | "Mil Vezes Cantarei (Una y Mil Veces)"               | Donato (original) Waldir Luiz (versão) Manoel Nenzinho Pinto (versão) | 4:53    |  |
| 2.  | "Apelido Carinhoso"                                  | Junior Angelim                                                        | 3:19    |  |
| 3.  | "Solidão a Três"                                     | Carlos Randall Danimar                                                | 3:34    |  |
| 4.  | "Por Um Gole a Mais"                                 | Bruno Felipe Vinícius                                                 | 3:40    |  |
| 5.  | "Ninguém Estraga"                                    | Marília Mendonça Juliano Tchula                                       | 2:39    |  |
| 6.  | "Te Amar Foi Ilusão"                                 | Bruno Luiz Cláudio                                                    | 3:32    |  |
| 7.  | "Que Sofrimento é Esse?"                             | Eduardo Costa Rangel                                                  | 3:01    |  |
| 8.  | "Será Que Cê Deixa?" (participação de Rick & Rangel) | Elcio Di Carvalho Rangel Castro Juliano Tchula Lari Ferreira          | 3:03    |  |
| 9.  | "Mundo de Ilusões"                                   | Gusttavo Lima Victor Hugo Jujuba Hiago Nobre Kaleb Junior             | 3:08    |  |
| 10. | "Rio e Nova York"                                    | Carlos Randall Danimar                                                | 3:41    |  |
| 11. | "Parabéns Pro Nosso Amor"                            | Bruno Rafael Dias                                                     | 3:55    |  |
| 12. | "Aqui Estamos Nós"                                   | Gusttavo Lima Valério Castejon Everton Matos Diego Ferreira           | 3:12    |  |
| 13. | "Dança Comigo"                                       | Valtinho Jota Matheus Santos                                          | 3:30    |  |
| 14. | "Pra Ser Sincero"                                    | Nelson Bonotti Nando Moreno                                           | 2:47    |  |

| DVD/CD Deluxe |                                                      |                                                                       |         |  |
| N.º           | Título                                               | Compositor(es)                                                        | Duração |  |
| 1.            | "Mil Vezes Cantarei (Una y Mil Veces)"               | Donato (original) Waldir Luiz (versão) Manoel Nenzinho Pinto (versão) | 4:53    |  |
| 2.            | "Apelido Carinhoso"                                  | Junior Angelim                                                        | 3:19    |  |
| 3.            | "Separados"                                          | Negro Cosmo Lolito                                                    | 2:45    |  |
| 4.            | "Solidão a Três"                                     | Carlos Randall Danimar                                                | 3:34    |  |
| 5.            | "Por Um Gole a Mais"                                 | Bruno Felipe Vinícius                                                 | 3:40    |  |
| 6.            | "Ninguém Estraga"                                    | Marília Mendonça Juliano Tchula                                       | 2:39    |  |
| 7.            | "Na Hora de Amar (Spending My Time)"                 | Per Gessle (original) Mats Persson (original) César Augusto (versão)  | 3:48    |  |
| 8.            | "Te Amar Foi Ilusão"                                 | Bruno Luiz Cláudio                                                    | 3:32    |  |
| 9.            | "Que Sofrimento é Esse?"                             | Eduardo Costa Rangel                                                  | 3:01    |  |
| 10.           | "Será Que Cê Deixa?" (participação de Rick & Rangel) | Elcio Di Carvalho Rangel Castro Juliano Tchula Lari Ferreira          | 3:03    |  |
| 11.           | "Mundo de Ilusões"                                   | Gusttavo Lima Victor Hugo Jujuba Hiago Nobre Kaleb Junior             | 3:08    |  |
| 12.           | "Rio e Nova York"                                    | Carlos Randall Danimar                                                | 3:41    |  |
| 13.           | "Parabéns Pro Nosso Amor"                            | Bruno Rafael Dias                                                     | 3:55    |  |
| 14.           | "Aqui Estamos Nós"                                   | Gusttavo Lima Valério Castejon Everton Matos Diego Ferreira           | 3:12    |  |
| 15.           | "Dança Comigo"                                       | Valtinho Jota                                                         | 3:30    |  |
| 16.           | "Vai Por Mim"                                        | Emílio                                                                | 3:25    |  |
| 17.           | "Pra Ser Sincero"                                    | Nelson Bonotti Nando Moreno                                           | 2:47    |  |

## Histórico de lançamento
| Região | Data                  | Formato(s)             |
| ------ | --------------------- | ---------------------- |
| Brasil | 1 de dezembro de 2017 | Download digital [ 9 ] |
| Brasil | 4 de dezembro de 2017 | CD DVD DVD + CD [ 10 ] |